# Malaga (vin)
 (décembre 2018).
Pour les articles homonymes, voir Malaga (homonymie).

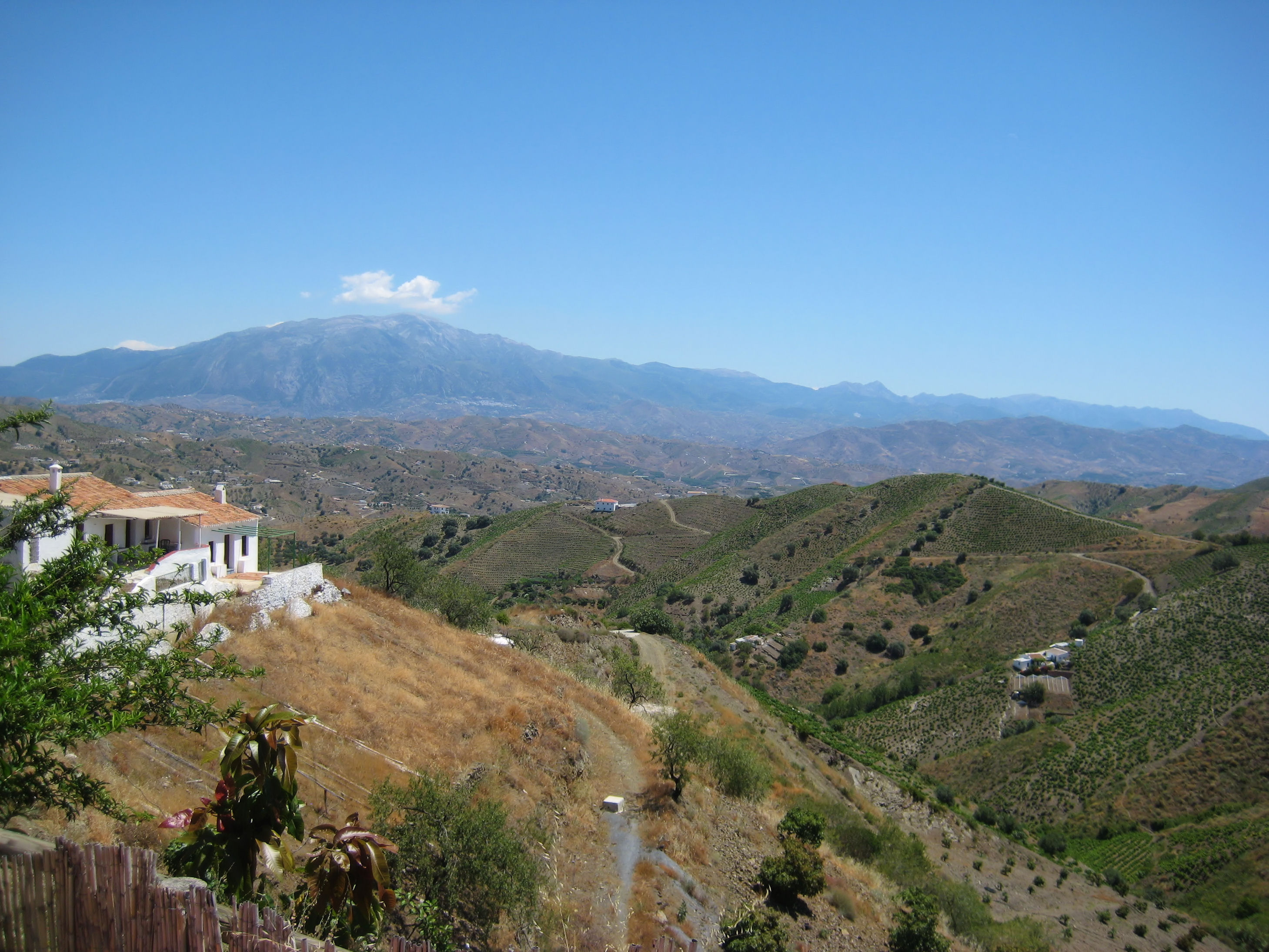
Vignoble de Malaga.

Le malaga est un vin doux naturel ou liquoreux élaboré dans la région de Malaga. Ce vin est classé en Denominación de Origen (DO) depuis 1973.

## Localisation
Les vignes sont cultivées dans les monts de Malaga et l'Axarquia.
Ce vignoble a connu son heure de gloire au début du XIXe siècle, avant d'être atteint en 1878 par le phylloxéra. La crise agricole, économique puis politique du début du XXe siècle a accéléré son déclin.

## Zone de production
Le vignoble s'étend sur les municipalités de Malaga, Alameda, Alcaucín, Alfarnate, Alfarnatejo, Algarrobo, Alhaurín de la Torre, Almáchar, Almargen, Almogía, Álora, Antequera, Árchez, Archidona, Arenas, Arriate, Atajate, Benadalid, Benamargosa, Benamejí, Benamocarra, El Borge, Campillos, Canillas de Aceituno, Canillas de Albaida, Cártama, Casabermeja, Casares, Colmenar, Comares, Cómpeta, Cuevas Bajas, Cuevas de San Marcos, Cútar, Estepona, Frigiliana, Fuente de Piedra, Gaucín, Humilladero, Iznate, Macharaviaya, Manilva, Moclinejo, Mollina, Nerja, Palenciana, Periana, Pizarra, Rincón de la Victoria, Riogordo, Ronda, Salares, Sayalonga, Sedella, Sierra de Yeguas, Torremolinos, Torrox, Totalán, Vélez-Málaga, Villanueva de Algaidas, Villanueva del Rosario, Villanueva de Tapia, Villanueva del Trabuco et Viñuela.

## Caractéristiques
Raisins passerillés. 18° naturel. Vieillissement en foudre dans les solera. Ajout d'arrope (chaptalisation)
Cépage : Pedro Ximénez. Moscatel
Lagrima : Sans pressurage
Pajarete : sans arrope.
Malaga : 6-24 mois de vieillissement
Malaga Noble : 24/36 mois
Malaga anejo :30/36 mois
Malaga transanejo + 60 mois